# کوو سیتی (کارولینای شمالی)
کوو سیتی (به انگلیسی: Cove City) شهری در ایالت کارولینای شمالی کشور ایالات متحده آمریکا است که جمعیت آن در سرشماری سال ۲۰۱۰ میلادی، ۳۹۹ نفر بوده‌است.